# El barón gitano
El barón gitano (en alemán, Der Zigeunerbaron) es una opereta en tres actos con música de Johann Strauss y libreto en alemán de Ignaz Schnitzer, basado a su vez en Sáffi de Mór Jókai. Se estrenó en el Theater an der Wien el 24 de octubre de 1885. En vida del compositor, la opereta tuvo gran éxito, sólo superada por la popularidad de El murciélago. La partitura y la naturaleza de la música de Strauss ha llevado a muchos críticos musicales a considerar que esta obra es, o bien una ópera cómica o lírica.

## Historia

### Composición
Su génesis fue bastante suave y rápida, pues Strauss no era ajeno a las influencias húngaras aparentes en la partitura musical. Muchas de sus primeras obras también llevaban muchos temas parecidos, como la polka Éljen a Magyar! ("¡Larga vida a los húngaros!") op. 332. Al principio, Strauss y Schnitzer pretendieron que fuera una ópera pero se hicieron revisiones posteriores y concibió la idea de una ópera cómica.
El trabajo de Strauss en esta opereta se interrumpió en otoño de 1883 debido a envenenamiento por nicotina y desmayos y fue a recuperarse a Franzensbad. También tuvo que pararse en el Acto III, cuando su tercera esposa, Adele Strauss, enfermó y la pareja se marchó a Ostende. No fue hasta otoño de 1885 cuando la obra finalmente se terminó, con Schitzer haciendo diversas revisiones del libreto para adecuarse al estilo de composición de Strauss, diferente a obras previas. 

### Representaciones
Se estrenó en el Theater an der Wien el 24 de octubre de 1885. En el estreno, Alexander Girardi asumió el papel de Kálmán Zsupán, el rico granjero de cerdos del distrito del Banato. 
La música de Strauss para El barón gitano se interpreta hoy con regularidad. Las piezas orquestales que extrajo de la obra también son bien conocidas, entre ellas el chispeante Schatz-Walzer (Vals del Tesoro), op. 418, así como las polkas "Brautschau" ("Buscando una esposa"), op. 417, y "Kriegsabenteuer" ("Aventuras bélicas"), op. 419.
El estreno en Estados Unidos se produjo el 15 de febrero de 1886 y, en el Reino Unido, el 12 de febrero de 1935 en una producción de aficionados, mientras que el estreno profesional no tuvo lugar hasta el 9 de junio de 1964 en Sadler's Wells en Londres. El estreno español acaeció en el Teatro Nuevo de Barcelona el 17 de diciembre de 1909; la adaptación castellana era de Salvador Vilaregut.
Esta opereta sigue en el repertorio, aunque no está entre las más representadas; en las estadísticas de Operabase aparece la n.º 91 de las cien óperas más representadas en el período 2005-2010, siendo la 12.ª en Austria y la tercera de Johann Strauss (hijo), con 42 representaciones.

## Personajes
| Personaje | Tesitura      | Reparto del estreno, 24 de octubre de 1885 (Director: – ) |
| --- | ------------- | --------------------------------------------------------- |
| Conde Peter Homonay, gobernador de la provincia de Temeşvar                                                         | barítono      | Sr Joseffy                                                |
| Conde Carnero, comisario real                                                                                       | tenor         | Sr Friese                                                 |
| Sándor Barinkay, un joven exiliado                                                                                  | tenor         | Carl Streitmann                                           |
| Kálmán Zsupán, un rico granjero de cerdos del Banato                                                                | tenor bufo    | Alexander Girardi                                         |
| Arsena, su hija | soprano       | Srta. Reisser                                             |
| Mirabella, aya de la hija de Zsupán                                                                                 | mezzosoprano  | Sra. Schäfer                                              |
| Ottokar, su hijo | tenor         | Sr. Holbach                                               |
| Czipra, una mujer gitana                                                                                            | mezzosoprano  | Srta. Hartmann                                            |
| Saffi, una muchacha gitana                                                                                          | soprano       | Ottilie Collin                                            |
| Pali, un gitano | barítono      | Sr. Eppich                                                |
| El alcalde de Viena                                                                                                 | papel hablado | Sr. Liebold                                               |
| Seppl, un chico que ilumina el camino con la antorcha                                                               | papel hablado | Sr. Horwitz                                               |
| Miksa, un barquero                                                                                                  | papel hablado | Sr. Schwellak                                             |
| István, sirviente de Zsupán                                                                                         | papel hablado | Sr. Hellwig                                               |
| Józsi, Ferkó, Mihály, Jáncsi, gitanos, Irma, Tercsi, Aranka, Katicza, Julcsa, Etelka, Jolán, Ilka, amigas de Arsena |               |                                                           |

## Argumento
Resumen: Esta es la colorida historia del matrimonio de un terrateniente (que ha regresado del exilio) y una muchacha gitana que resulta ser la hija de un pachá turco, y la legítima propietaria de un tesoro escondido. Implica una Reina gitana adivina, un Alcalde que se da una importancia absurda, un comisionado pícaro, un gobernador militar, una banda de gitanos y una tropa de húsares.
Lugar: Hungría
Época: el siglo XVIII

### Acto I
Una región ribereña de un río, pantanosa, cerca de la ciudad de Temeşvar en la provincia de Temeşvar
La escena a lo lejos se ve dominada por un castillo en ruinas. En primer plano se ve un pueblo en parte desierto con sólo una casa que parece razonablemente próspera. En una cabaña particularmente cochambrosa vive una anciana gitana llamada Czipra. Se oye a los barqueros en su trabajo. Ottokár, hijo de Mirabella que es aya de Arsena (hija de un miserable viejo granjero Zsupán) está buscando un tesoro que él cree seriamente que está escondido en algún lugar de los alrededores. Esta es su rutina diaria, y cuando más mira sin éxito, más empeora su carácter. Czipra mira por la ventana y se burla de sus esfuerzos. Lo ha estado mirando durante semanas y tiene una baja opinión de esta forma de desperdiciar el tiempo mientras otros gitanos están haciendo el trabajo diario "honesto". Le dice que si sigue en esta búsqueda infructuosa, acabará sin dinero y nunca se casará, como espera, con la bella Arsena. 
Sándor Barinkay, hijo del último propietario del castillo, llega acompañado del conde Carnero, comisionado de juramentos, quien está allí para facilitarle las cosas. El comisionado le sugiere que siga adelante con el trabajo y llame a Czipra como testigo. Mandan buscar a Zsupán. Mientras tanto, le habla a Barinkay de la bella Arsena. Para pasar el tiempo Czipra les lee el futuro y revela a Sándor Barinkay que le aguardan felicidad y fortuna. Se casará con una esposa fiel quien, en un sueño, descubrirá el tesoro escondido. También a Cernero le dicen que recobrará un tesoro que ha perdido, lo que le deja un poco sorprendido ya que no recuerda haber tenido ninguno. 
Zsupán llega y dice a todo el mundo que es un criador de cerdos muy exitoso añadiendo que vive para las salchichas y el vino y tiene poco tiempo para el arte. Se muestra conforme en ser testigo de las pretensiones de Barinkay pero le advierte que puede ser un vecino discutidor. sugiere que él podría casarse con la hija de Zsupán y mandan llamar a Arsena. Pero es Mirabella, el aya, la primera que aparece. Parece que es la esposa de Carnero', largo tiempo perdida, de manera que parte de la predicción de Czipra se cumple de forma inmediata. Carnero se muestra poco contento y se celebra un reencuentro más bien triste. Mirabella dice que ella creía que su marido había muerto en la batalla de Belgrado.
Llega Arsena, con un velo espeso, pero aunque el coro saluda a la novia elegida, ella no es nada cooperadora. Está enamorada de Ottokár. Barinkay hace su proposición pero Arsena le dice que ella desciende de la aristocracia y que sólo se puede casar con alguien de noble cuna. Zsupán y los otros le dicen a Barinkay que él debe hacer algo sobre esto. Se queda melancólico pero oye a una muchacha gitana cantando una canción que alaba la lealtad de los gitanos para con sus amigos. Es Saffi, hija de Czipra, y Barinkay se siente inmediatamente atraído por su belleza morena y acepta una invitación a comer con ella y Czipra. Sin ser consciente de que el resto está mirando, Ottokár se encuentra con Arsena y se juran amor eterno. Le da un medallón, momento en el cual Barinkay pretende estar de lo más indignado. Los gitanos vuelven de sus faenas y Czipra presenta a Barinkay como su nuevo caballero local. Lo eligen jefe de los gitanos. Ahora confirmado como un barón gitano, llama a Zsupán y afirma su derecho noble a la mano de Arsena. Zsupán no queda en absoluto impresionado. Saffi da la bienvenida a que Barinkay haya recobrado su herencia. Siempre oportunista, Barinkay dice ahora que preferiría casarse con Saffi que está encantada con sus amigos gitanos. Zsupán y Arsena están ahora bastante indignados ante este giro de los acontecimientos y amenazan con represalias.

### Acto II
El castillo al amanecer del día siguiente
Czipra revela a Barinkay que Saffi ha soñado con la ubicación del tesoro. Empiezan a buscarlo y lo encuentran escondido, tal como ella soñó, debajo de una roca cercana. Mientras se marchan, los gitanos se levantan para comenzar su trabajo del día. Aparece Zsupán y les dice que su carreta se ha quedado atascada en el lodo. Ordena a los gitanos que vengan a ayudarlo. No les gusta su orden y le roban el reloj y el dinero. Sus gritos atraen a Carnero, Mirabella, Ottokár y Arsena a la escena, seguidos por Barinkay, ahora vestido como un barón gitano, y Saffi. Barinkay presenta a Saffi como su esposa, pero Carnero considera que no se han cumplido todos los requisitos legales. Le dicen que las estrellas los han guiado y que los pájaros han sido testigos de sus votos. Esto no es lo que la ley exige y Mirabella y Zsupán adoptan un tono altamente moral sobre todo el asunto. En este punto Ottokár descubre unas pocas monedas de oro que Barinkay ha dejado detrás y está muy excitado. Barinkay pronto lo desilusiona diciéndole que el testoro ya ha sido encontrado. En este momento, un grupo de reclutamiento llega al mando de un viejo amigo de Barinkay, el conde Peter Homonay. Busca reclutas para una lucha en la guerra contra España. Zsupán y Ottokár son reclutados a la fuerza. Carnero llama a Homonay para que de su apoyo oficial sobre la ilegalidad del matrimonio entre Barinkay y Saffi, pero Homonay apoya a Barinkay. Pero surgen nuevas complicaciones. Czipra les dice que Saffi no es realmente su hija, sino del último pachá de Hungría, una auténtica princesa. Barinkay de nuevo queda desilusionado, dándose cuenta de que no puede casarse con nadie de tan alto rango, aunque Saffi dice que ella siempre lo amará. Barinkay decide unirse también a los húsares y los hombres se alejan marchando dejando detrás tres damas con el corazón roto.

### Acto III
Viena
Todo el mundo celebra una batalla victoriosa. Aparece Zsupán y habla de sus propias hazañas, nada gloriosas, en España. Homonay, Barinkay y Ottokár revelan que son los héroes de la batalla y les han ennoblecido de verdad. Ahora no habrá objeción alguna al matrimonio entre Saffi y Barinkay o el de Ottokár y Arsena. Es verdaderamente un final feliz.

## Discografía
- Willi Boskovsky (director) / Dietrich Fischer-Dieskau (Conde Homonay), Klaus Hirte (Conde Carnero), Josef Protschka (Sandor Barinkay), Walter Berry (Kalman Zsupan), Martin Finke (Ottokar), Hanna Schwarz (Czipra), Júlia Varady (Saffi), Ralf Lukas (Pali). Orquesta de la Radiodifusión de Múnich y Coro de la Radiodifusión de Baviera (1986). Audio CD: EMI Cat: CDS 7 49231-8
- Armin Jordan (director) / Béla Perencz (Conde Homonay), Paul Kong (Conde Carnero), Zoran Todorovich (Sandor Barinkay), Rudolf Wasserlof (Kalman Zsupan), Martin Homrich (Ottokar), Ewa Wolak (Czipra), Natalia Ushakova (Saffi). Orquesta Nacional de Francia y Coro de Radio France (2004). CD: Naïve Cat: V 5002 (Grabado en el Festival de Radio France et Montpellier)